# Portulaca fluvialis
Portulaca fluvialis är en portlakväxtart som beskrevs av Carlos Maria Diego Enrique Legrand. Portulaca fluvialis ingår i släktet portlaker, och familjen portlakväxter. Utöver nominatformen finns också underarten P. f. tacuaremboensis.